# Feng Menglong
Feng Menglong (în chineza simplificată: 冯梦龙; în chineza tradițională: 馮夢龍; în pinyin: Féng Mènglóng) (n. 1574 - d. 1645) a fost un poet și cărturar chinez din perioada dinastiei Ming.
A cules și prelucrat povestiri populare din epocile Song, Yuan și Ming.

## Opera
- Cuvinte pentru povața lumii ("Yu shi ming yen")
- 1620: Supunerea demonilor ("P'ing yao chuan")
- 1624: Cuvinte de îndemn ("Ching shi t'ung")
- 1627: Cuvinte pentru deșteptarea lumii ("Hsing shi hêng yen")
- 1644: Povestiri minunate din timpurile vechi și mai noi ("Chin-ku ch'i-kuan")
- Istoria statelor apusene în epoca Chou ("Tung-Chou lieh-kuo chih")